# Stigmatophora likiangensis
Stigmatophora likiangensis là một loài bướm đêm thuộc phân họ Arctiinae, họ Erebidae.